# Université de Benin
Ne doit pas être confondu avec Université d'Abomey-Calavi.
L'université de Benin (en anglais : University of Benin ou UNIBEN) est une université publique nigériane, située à Benin City dans l'État d'Edo.

## Infrastructures

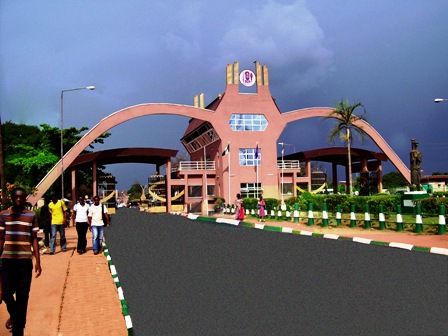
Entrée principale.
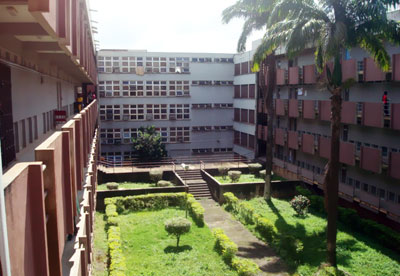
Faculté de management.
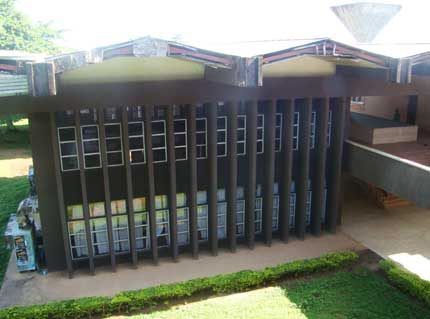
Faculté d'ingénierie.
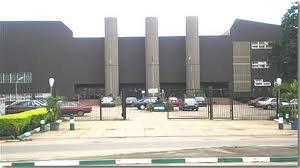
Auditorium.

## Personnalités liées à l'université

### Professeurs
- Peju Layiwola y a enseigné.

### Étudiants
- Funmi Falana, juriste
- Babatunde Fashola, homme politique
- Osonye Tess Onwueme, poétesse et dramaturge
- Ijeoma Uchegbu, pharmacologue
- Peju Layiwola, historienne de l'art